# Формация Заза
Формация Заза (англ. Zaza Formation, Зазинская свита) — стратиграфическая формация в России, слои которой датируются ранним меловым периодом (Аптский ярус). Среди окаменелостей, найденных в этой формации, находят множество ископаемых остатков насекомых, особенно в местонахождении Байса (Забайкалье).

## Описание
Зазинская свита расположена на большом гранитном плато на северо-востоке Бурятии (Сибирь, Забайкалье). Она аптского возраста и состоит из песчаников, алевролитов, мергелей и битуминозных сланцев, отложенных в стратифицированном озере. Эта формация известна своими многочисленными компрессионными окаменелостями многих видов насекомых, найденными преимущественно в местечке Байса (Байсса, Baissa), расположенном на берегу реки Витим. Насекомые встречаются в нескольких пластах на протяжении всей сукцессии, преимущественно в более мелкозернистых фациях, сохранность окаменелостей насекомых различна в разных пластах, с хорошей сохранностью в мергеле и плохой сохранностью в сланцах.

## Палеофауна
В забайкальском местонахождении Байса (Еравнинский район, левый берег реки Витим ниже устья реки Байса) из формации Заза найдены несколько тысяч фоссилий насекомых около сотни ископаемых видов. Впервые ископаемые насекомые были собраны здесь К. С. Андриановым в 1939 году. С 50-х годов геологические и палеонтологические исследования продолжили Мартинсон (1961), Колесников (1964), Скобло (1964), Лямина (1980). Местонахождение неоднократно исследовалось экспедициями Палеонтологического института (1959, 1961, 1969, 1979, 1983) и экспедициями проектов EURUS’97 и AMBA под эгидой ЮНЕСКО (1997, 1998). Коллекция насекомых Байссы, хранящаяся в Палеонтологическом институте, в настоящее время насчитывает более 20 000 экземпляров.
В местонахождении Байса (зазинская свита) найдено более 700 остатков домиков личинок ручейников. Среди находок представлены 25 отрядов и около 200 семейств крылатых насекомых, в том числе, двукрылые, жесткокрылые, перепончатокрылые, сетчатокрылые и другие насекомые.
- Angaridyela minor[12]
- Angaridyela pallipes[12]
- Angaridyela vitimica[12]
- Archipsyllodes speciosus
- Archipsyllopsis baissica
- Baisomyia incognita
- Baisonelia vitimica
- Baisopardus banksianus
- Baissaeschna prisca
- Baissatermes lapideus
- Baisselcana sibirica
- Baissobittacus angustipennatus
- Baissocorixa jaczewskii
- Baissodes
- Baissogrylus sharovi
- Baissogryllus sibiricus
- Baissogyrus savilovi
- Baissoferus latus
- Baissoferus nigrapex
- Baissoleuctra irinae
- Baissoleuctra soarsa
- Baissomantis maculata
- Baissomantis picta
- Baissophasma simile
- Baissophasma pilosum
- Baissopsyche pura
- Baissoptera kolosnitsynae
- Baissoptera martynovi
- Baissoptera minima
- Baissoxyela vitimica
- Curiosivespa antiqua
- Docosia baisae[13]
- Docosia zaza[13]
- Hemeroscopus baissicus
- Iscopinus baissicus
- Mesypochrysa curvimedia[14]
- Mesypochrysa magna[14]
- Metabuprestium bayssense
- Phasmomimoides baissiense
- Proteroscarabeus baissicus
- Rasnitsynaphis coniuncta
- Rasnitsynaphis ennearticulata
- Rasnitsynaphis quadrata
- Scraptiomima brachycornis[15][16]
- Vietocycla peregrina
- Vitimophotina corrugata
- Xyela mesozoica
- Zazicia innuba